# Krimnitz
Krimnitz, niedersorbisch Kśimnice, ist ein Ortsteil der Stadt Lübbenau/Spreewald im Norden des Landkreises Oberspreewald-Lausitz im Süden des Landes Brandenburg. Vor der Eingemeindung nach Lübbenau am 1. Mai 1974 war Krimnitz eine eigenständige Gemeinde.

## Lage
Krimnitz liegt in der Niederlausitz nördlich des Naturparks Niederlausitzer Landrücken und am westlichen Rand des Spreewalds. Zum Ortsteil gehört die historische Siedlung Grundschänke. Der Ortsteil grenzt im Norden an Ragow, im Nordosten an das ortsteilfreie Kerngebiet von Lübbenau (Barzlin), im Osten und Süden an Zerkwitz, im Südwesten an Groß Beuchow und im Westen an Klein Radden. Krimnitz zählt zum amtlichen Siedlungsgebiet der Sorben/Wenden in Brandenburg.

## Geschichte

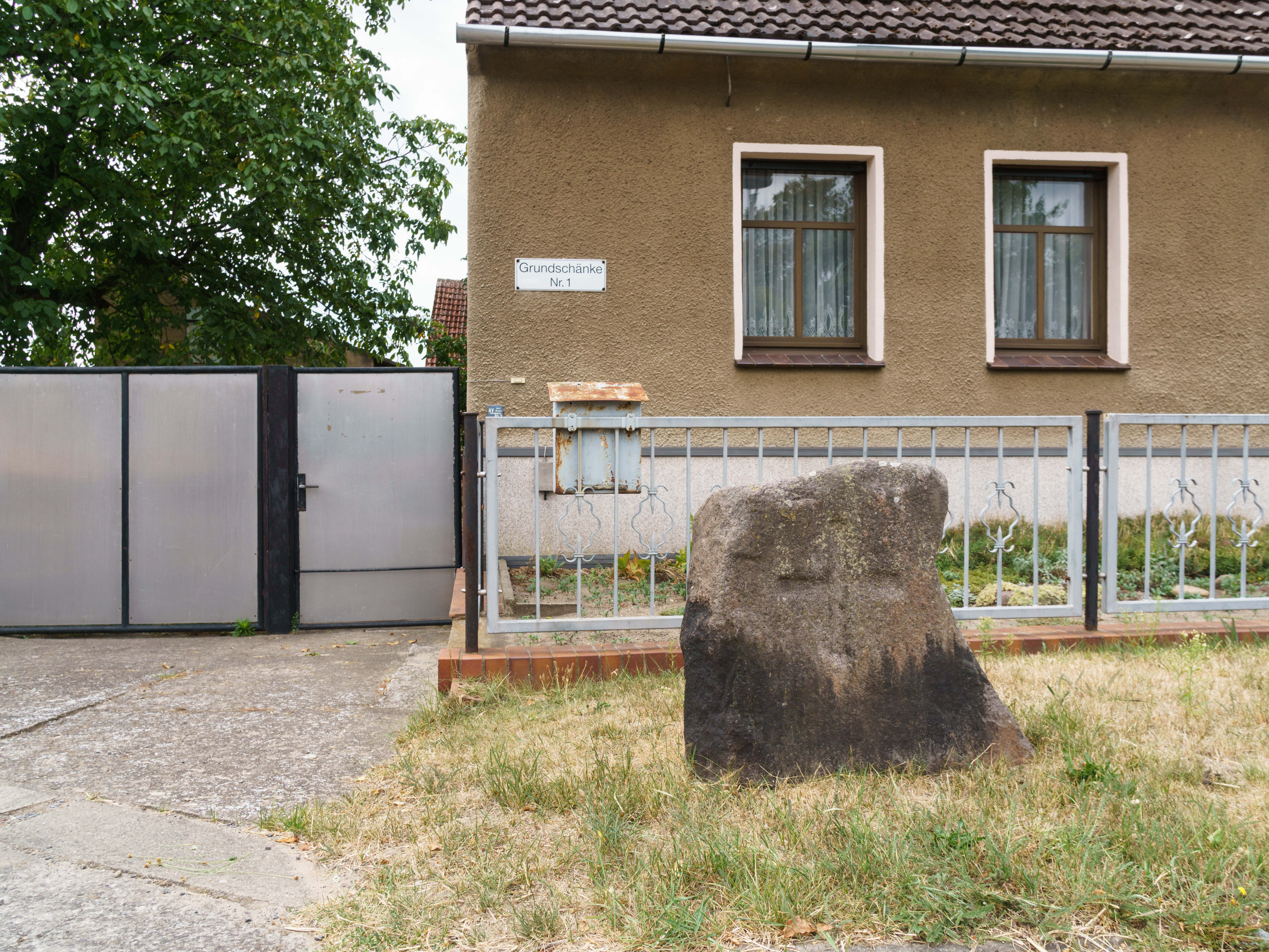
Kreuzstein in Krimnitz

In einer Verkaufsurkunde vom 29. September 1315 wurde Krimnitz erstmals als Crimitz erwähnt. In dieser Urkunde verkaufte Bodo der Ältere von Ilenburg Ritter Christian, genannt Lange, die Herrschaft Lübbenau. Die altsorbischen Namensgrundform kann Kremenica gelautet haben, der Ortsname ist abgeleitet von dem niedersorbischen Wort kśemjeń und beschreibt eine „Ansiedlung auf Kieselsteinboden“. Um 1395 wurde der Ort als Crymicz, 1541 als Krymnitzsch und 1573 als Crimnitz erwähnt. Die Schreibweise Krimnitz setzte sich erst im 20. Jahrhundert durch. Die Nennung des niedersorbischen Ortsnamens war 1761 als Kschimize und 1843 als Kśimice. Krimnitz ist ein Sackgassendorf, dessen historischer Ortskern entlang der „Lindenstraße“ verläuft.
Im Jahr 1621 kam die gesamte Standesherrschaft Lübbenau in den Besitz der Grafen zu Lynar. Nach dem Prager Frieden von 1635 kam Krimnitz zum Kurfürstentum Sachsen. Im Jahr 1706 lebten fünf Bauern, vier Halbbauern, zwei Kossäten und sieben Büdner im Ort. Das Kurfürstentum wurde 1806 zum Königreich Sachsen erhoben, im Ergebnis des Wiener Kongresses kam Krimnitz mit der gesamten Niederlausitz an das Königreich Preußen. Bei der Gebietsreform von 1816 kam der Ort zum Kreis Calau in der Provinz Brandenburg. Im Jahr 1818 hatte Krimnitz 156 Einwohner. Mitte des 19. Jahrhunderts umfasste die Gemarkung 372 Hektar Land. Bei der Volkszählung am 1. Dezember 1871 ermittelte man in Krimnitz 245 Einwohner in 58 Haushalten, von diesen Einwohnern waren 114 Männer und 131 Frauen; 57 Einwohner waren Kinder unter zehn Jahren. Alle Einwohner waren evangelisch-lutherischer Konfession, die Einwohner gingen zu Gottesdiensten seit jeher in die Dorfkirche Zerkwitz.

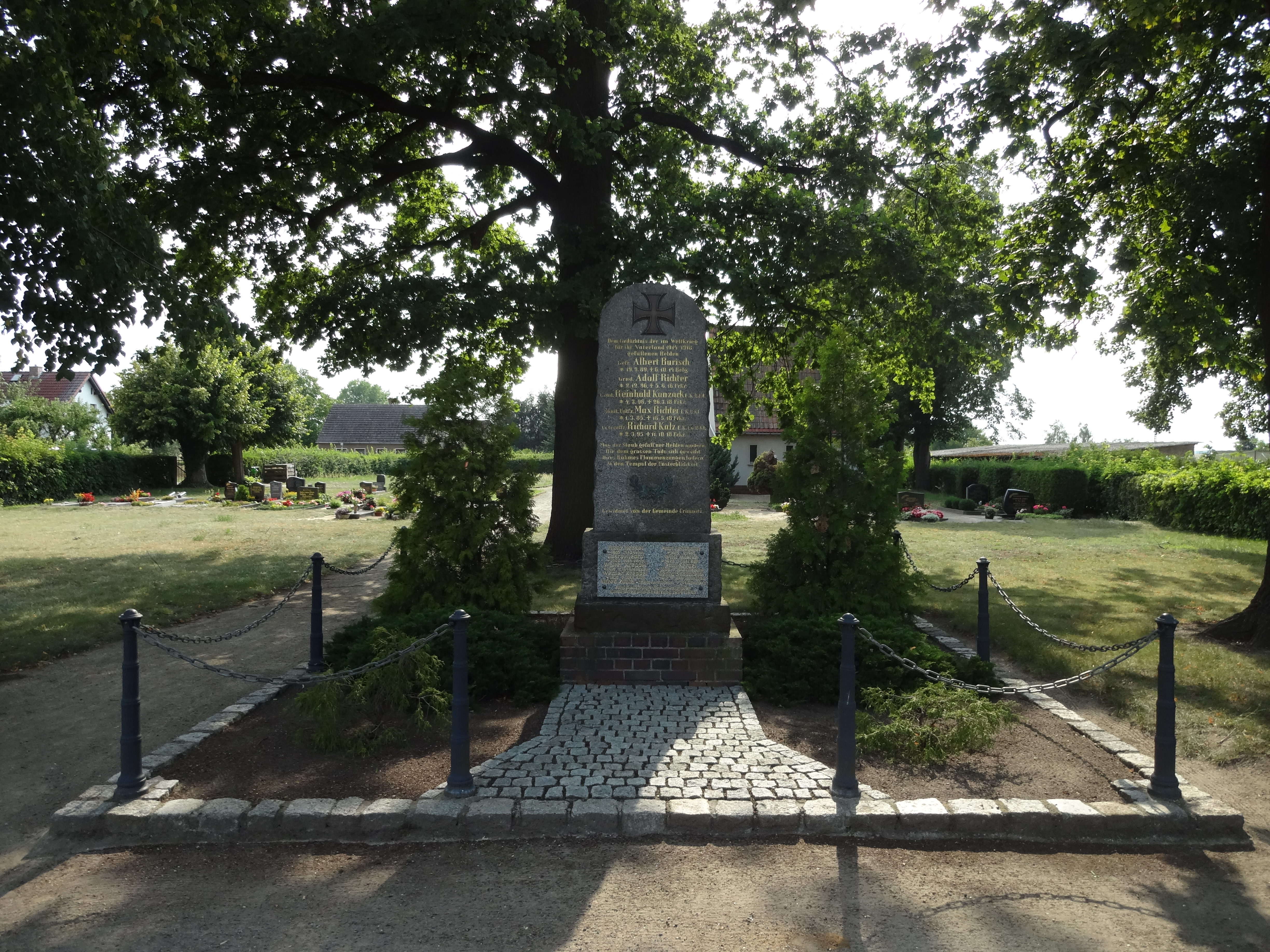
Gefallenendenkmal in Krimnitz

Bei einem Dorfbrand im Jahr 1902 wurden zehn Gehöfte in Krimnitz zerstört. Nach dem Ende des Zweiten Weltkrieges kam Krimnitz zur Sowjetischen Besatzungszone und ab 1949 zur DDR. Mit der Kreisreform im Land Brandenburg am 1. Juli 1950 schied Krimnitz mit weiteren Gemeinden aus dem Landkreis Calau, der in den Landkreis Senftenberg umgewandelt wurde, aus und wurde dem Landkreis Lübben (Spreewald) angegliedert. Im Jahr 1952 kamen die Orte an den neu gegründeten Kreis Calau im Bezirk Cottbus. Nördlich von Krimnitz wurde eine Jungviehanlage der LPG „Tierproduktion Klein Radden“ gebaut, südwestlich nahe der Grundschänke entstand eine neue Wohnsiedlung. Zum 1. Mai 1974 wurde Krimnitz gemeinsam mit Lehde nach Lübbenau eingemeindet.
Nach der Wiedervereinigung kam Krimnitz als Teil der Stadt Lübbenau zum Land Brandenburg und lag dort zunächst im Landkreis Calau. Dieser ging am 6. Dezember 1993 im neuen Landkreis Oberspreewald-Lausitz auf. Am 1. Mai 1999 wurde die neonazistische Organisation Kampfbund Deutscher Sozialisten in Krimnitz gegründet.

## Einwohnerentwicklung
| 1875 | 255 | 1910 | 197 | 1933 | 173 | 1946 | 220 | 1964 | 171 |
| 1890 | 215 | 1925 | 185 | 1939 | 160 | 1950 | 218 | 1971 | 170 |

Krimnitz zählt heute zum amtlichen sorbischen Siedlungsgebiet in Brandenburg. Laut preußischer Bevölkerungsstatistik waren Mitte des 19. Jahrhunderts noch knapp zehn Prozent der Einwohner Sorben. In Arnošt Mukas „Statistik der Lausitzer Sorben“ von 1884 taucht der Ort bereits nicht mehr auf.

## Kultur und Sehenswürdigkeiten

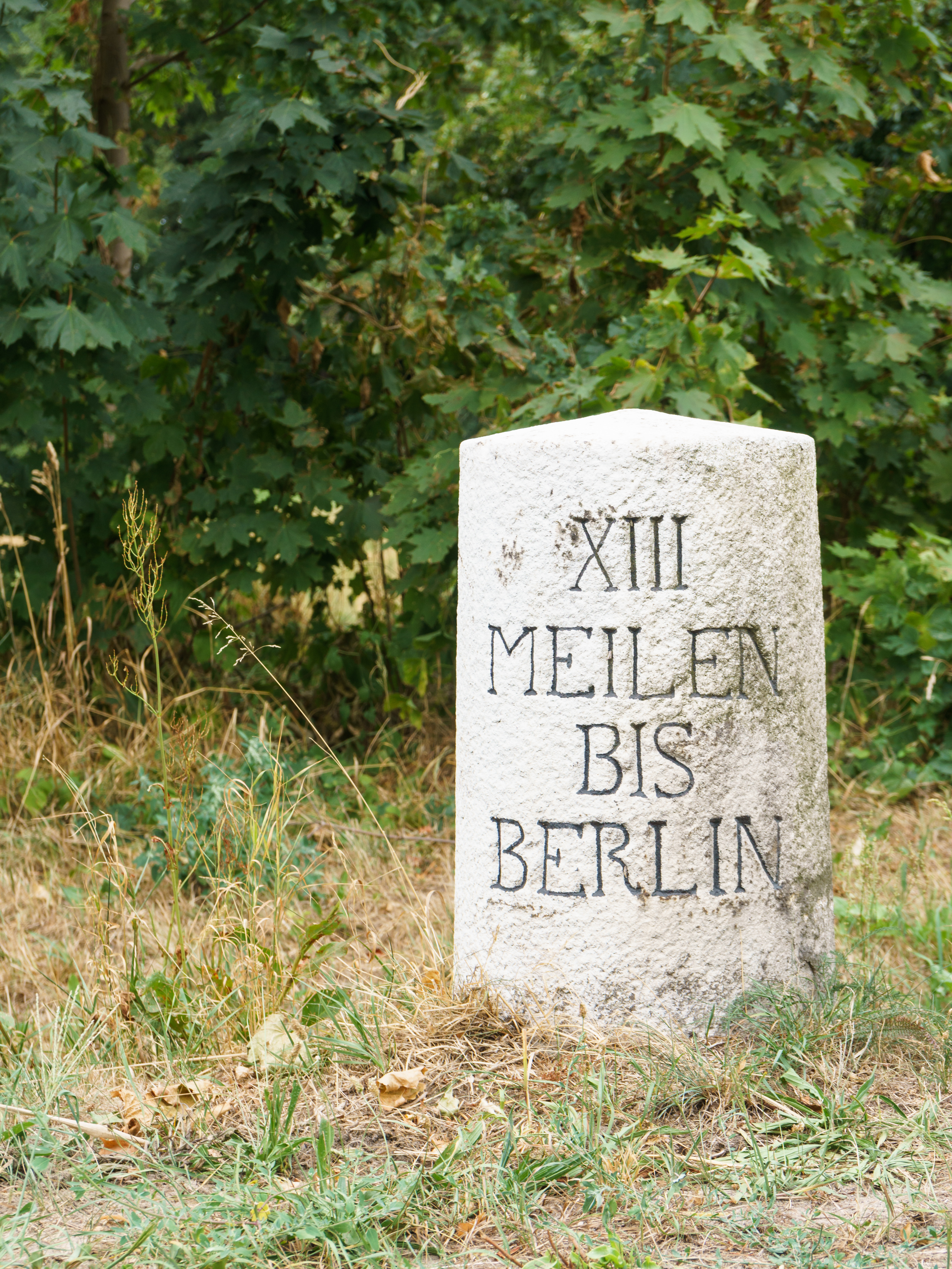
Preußischer Meilenstein bei Krimnitz

Südlich von Krimnitz befindet sich an der Landesstraße 49 ein Preußischer Meilenstein, er gehört zu den Baudenkmalen der Stadt Lübbenau. Des Weiteren befindet sich am Westrand des Ortes ein Kreuzstein aus rötlichem Granit auf dem ein gleicharmiges Kreuz eingemeißelt ist. Dieser wurde vermutlich im 15. Jahrhundert als Sühnestein aufgestellt.
Das seit 1998 am Ostersonntag durchgeführte Zerkwitzer Osterreiten führt durch Krimnitz.

## Wirtschaft und Infrastruktur
Krimnitz liegt an der Landesstraße 49 (ehemalige Bundesstraße 115) zwischen Lübbenau und Lübben. Die Bundesautobahn 13 ist knapp anderthalb Kilometer entfernt, bis zu deren Anschlussstelle „Lübbenau“ sind es knapp drei Kilometer. Der Ort ist landwirtschaftlich geprägt.

## Persönlichkeiten
- Karl-Heinz Mehlan (1916–2003), Sozialhygieniker, wurde in Krimnitz geboren